# Montenero Sabino
Montenero Sabino é uma comuna italiana da região do Lácio, província de Rieti, com cerca de 345 habitantes. Estende-se por uma área de 22 km², tendo uma densidade populacional de 16 hab/km². Faz fronteira com Casaprota, Mompeo, Monte San Giovanni in Sabina, Rieti, Torricella in Sabina.

## Demografia
| Variação demográfica do município entre 1861 e 2011                               |
|                                                                                   |
| Fonte: Istituto Nazionale di Statistica (ISTAT) - Elaboração gráfica da Wikipedia |